# Visay Phapouvanin
Visay Phapouvanin (12 giugno 1985) è un calciatore laotiano, attaccante dell'Electricitè du Laos e della Nazionale laotiana.

## Carriera

### Club
Gioca dal 2002 al 2003 in Thailandia, all'Udon Thani. Nel 2004 si trasferisce nel Laos, al Vientiane, in cui milita fino al 2012. Nel 2013 passa al Lao Police. Nel 2015 gioca all'Eastern Star. Nel 2016 viene acquistato dall'Electricitè du Laos.

### Nazionale
Ha esordito in nazionale nel 2002. È il miglior marcatore della storia della nazionale.